# Bell Solutions techniques
Pour les articles homonymes, voir BST et BTS.
Bell Solutions techniques ou BST (en anglais, Bell Technical Solutions ou BTS)  est une filiale de Bell Canada qui se spécialise dans l’installation et la réparation des services de Bell Canada, y compris les services de téléphonie, d'Internet et de télévision IPTV.
Bell Solutions techniques opère dans les secteurs résidentiels et d’affaires au Québec et en Ontario.
La compagnie a été fondée en 1996. Elle compte aujourd'hui plus de 6 000 employés.